# Сарандис Цеманис
Сара̀ндис Цема̀нис (Цеманов) (на гръцки: Σαράντης Τσεμάνης) е гръцки лекар и кмет на град Костур в периода 1946 – 1950 година.

## Биография
Сарандис Цеманис е роден на 12 април 1892 година в голямото българо-гъркоманско костурско село Косинец, тогава в Османската империя, днес Йеропиги, Гърция, в семейството на гъркоманина Васил Цеманов. Първоначално учи в Костур, а след това завършва висшето си образование в Атина. Учи медицина в Монпелие, Франция и специализира обща хирургия. Включва се като доброволец в Балканската война като лекар. През ноември 1912 година по време на овладяването на Костурско от гръцките войски, Цеманис е полеви лекар в региона.
По време на Втората световна война работи като лекар във военна болница в Янина, която в 1940 година е бомбардирана от италианците. В 1946 година е избран за кмет на Костур и изпълнява длъжността си по време на гражданската война в Гърция до 1950 година.
По време на мандата си, въпреки сложните обстоятелства около Гражданската война, Цеманис проявява решителност в запазването на византийските храмове и икони в града, а също така провежда реорганизиране на общинската библиотека в Костур.
Женен е за Мария Заману, с която имат три деца – Василиос, Йоана и Николаос. Умира в 1973 година в Атина.